# Мэлл

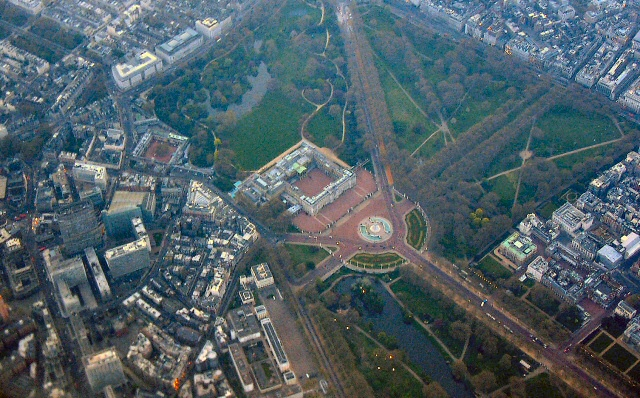
Мэлл (в нижнем правом углу) ведёт к Букингемскому дворцу: выше — Грин-парк, ниже — Сент-Джеймсский парк.

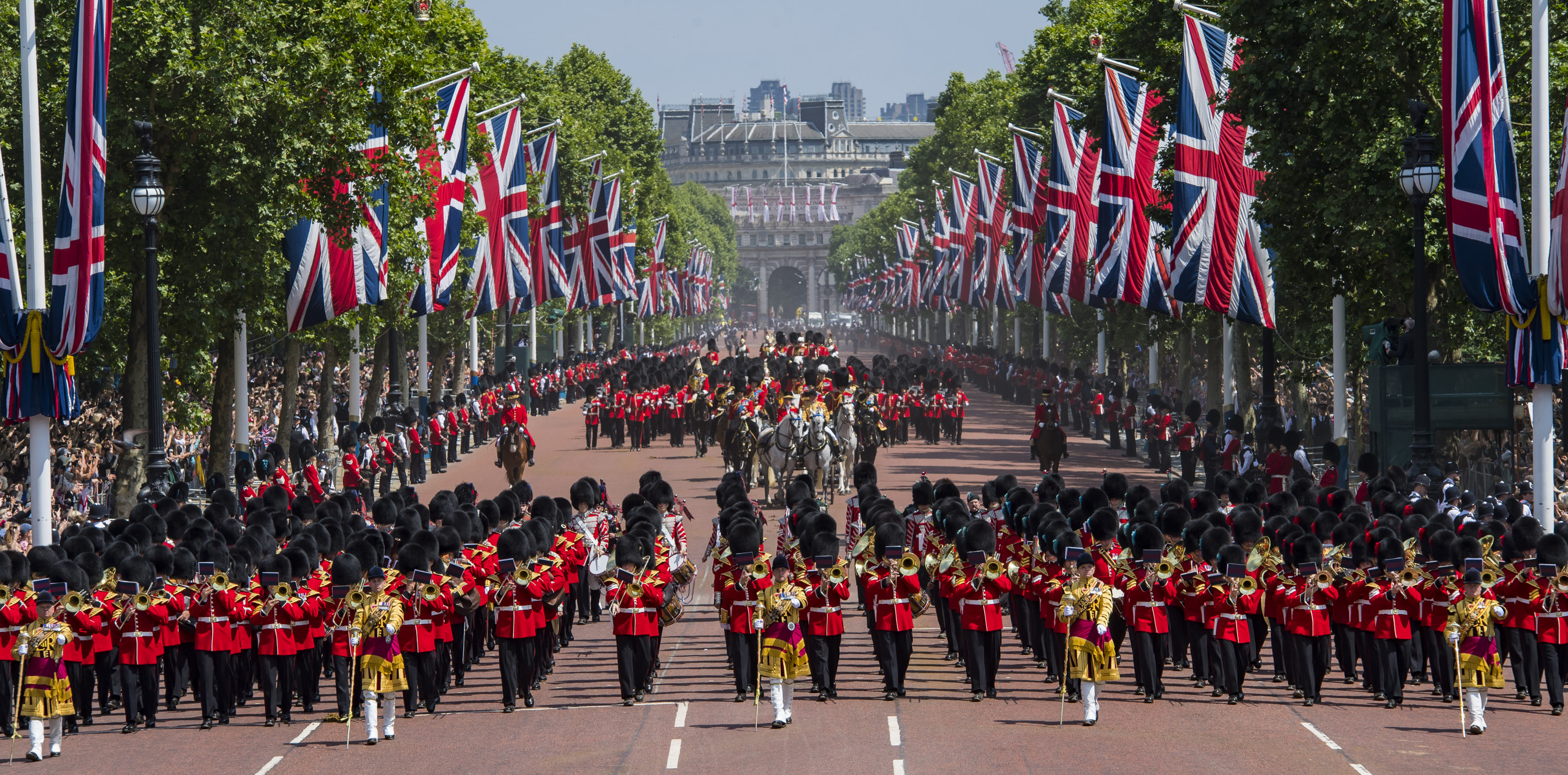

Мэлл (The Mall) — улица в лондонском районе Вестминстер, связывающая Букингемский дворец с Трафальгарской площадью. Создана в начале XX века специально для торжественных церемоний с участием британских монархов. По выходным бывает закрыта для движения. С южной стороны улицы — Сент-Джеймсский парк, с северной — Ланкастер-хаус, Сент-Джеймсский дворец и Мальборо-хаус, с запада — памятник Виктории, с востока — Арка Адмиралтейства.